# Siempre Mujer (canal de televisión)
Siempre Mujer (previamente llamado Siempre Visión) fue un canal de televisión por suscripción argentino inaugurado en 1992 por la empresa Megavisión Producciones de Raúl Krislavin. Fue el primer canal de cable para mujeres en Argentina.

## Historia
Siempre Mujer inició sus transmisiones el 31 de agosto de 1992, su programación estaba compuesta en un 40% de producciones propias y el resto estaba dividido en telenovelas, series y miniseries. A su vez, poseía los derechos exclusivos de parte de TyC Sports para la transmisión del Torneo Oficial de Fútbol femenino organizado por la AFA. Las telenovelas más destacadas fueron Pantanal, Bellísima, La Traidora, Rosa de Lejos, Amándote 2, miniseries, entre otras.
Siempre Mujer llegaba a través del satélite Intelsat 806 a millones de hogares de Argentina, Chile, Uruguay, Paraguay, Bolivia, Perú, República Dominicana, Colombia y España.
Posteriormente, Megavisión Producciones adquirió los derechos de la marca Fashion TV, incorporando dicha marca en el logo y la programación de Siempre Mujer, para finalmente en 2000 ser relanzado en América Latina como Fashion TV.

## Eslóganes
- El canal inolvidable
- Crece con vos